# Cataglyphis diehlii
Cataglyphis diehlii é uma espécie de inseto do gênero Cataglyphis, pertencente à família Formicidae.